# Willah
Willah ist ein Wohnplatz in der Gemeinde Heinbockel im niedersächsischen Landkreis Stade. Er gehört verwaltungstechnisch zum Ortsteil Hagenah. Zu Willah gehört auch die Ortslage Willahermoor.

## Geographie und Verkehrsanbindung
Willah liegt an der Bundesstraße 74 zwischen Elm im Südwesten und Hagenah im Nordosten, am Rande des Hohen Moors, das nördlich von Willah liegt, und nahe der Kreisgrenze zum Landkreis Rotenburg (Wümme). Der Elmer See liegt etwa 1 km entfernt.

## Geschichte

### Alter des Ortes
Willah wurde 1500 im Vörder Register als Wildela erstmals urkundlich erwähnt.

### Verwaltungsgeschichte
Willah und Willahermoor waren nie eigenständige Gemeinden und gehörten schon immer mit zu Hagenah.
Vor 1885 bildeten sie mit Hagenah einen Gemeindeverband und gehörten zur Börde Oldendorf im Amt Himmelpforten. 1885 ging die Gemeinde Hagenah in den Kreis Stade auf, der 1932 mit dem Kreis Jork zum jetzigen Landkreis Stade fusionierte.
Als Ortsteile von Hagenah gingen Willah und Willahermoor im Zuge der Gebietsreform zum 1. Juli 1972 in die Gemeinde Heinbockel auf.

### Einwohnerentwicklung
| Jahr | Einwohner           |
| ---- | ------------------- |
| 1793 | 1 Feuerstelle       |
| 1824 | 3 Feuerstellen      |
| 1848 | 41 Leute, 6 Häuser* |
| 1871 | 23 Leute, 2 Häuser  |

| Jahr | Einwohner          |
| ---- | ------------------ |
| 1871 | 15 Leute, 2 Häuser |

*zusammen mit Willahermoor

### Religion
Willah und Willahermoor sind evangelisch-lutherisch geprägt und gehören zum Kirchspiel der Martinskirche in Oldendorf.
Für die wenigen Katholiken ist die St.-Michaelskirche in Bremervörde zuständig, die seit dem 1. September 2010 zur Kirchengemeinde Heilig Geist in Stade gehört.